# Horst Schairer
Horst Schairer (* 10. Mai 1944) ist ein ehemaliger deutscher Fußballspieler.

## Karriere
Horst Schairer spielte seit seiner Jugend für die Stuttgarter Kickers, von 1962 bis 1964 war er für die Amateurmannschaft der Kickers aktiv. Unter Trainer Hans Eberle debütierte der langjährige Verteidiger am 27. Februar 1966 bei einer 0:1-Heimniederlage gegen den VfR Mannheim in der damals zweitklassigen Fußball-Regionalliga Süd. Beim Debüt stürmte er auf Linksaußen und Mittelläufer Rolf Steeb scheiterte in der 13. Minute mit einem Handelfmeter an VfR-Torhüter Hans Benzler. Insgesamt kam er in dieser Saison an der Seite der Leistungsträger Herbert Dienelt, Horst Haug, Rudi Kröner, Dieter Schurr, Peter Schäffler, Gert Fröhlich und Helmut Fürther zu sieben Einsätzen. Die Kickers belegten den fünften Rang. Auch im ersten Trainerjahr des ehemaligen Meistermachers des VfB Stuttgart, Georg Wurzer, in der folgenden Runde 1966/67, kam Schairer noch nicht über die Rolle eines Ergänzungsspielers bei den „Blauen“ hinaus. Ab der zweiten Wurzer-Saison 1968/69 änderte sich der Status von Schairer; er spielte sich 1967/68 an die Stammplätze heran und gehörte ab 1968/69 über zehn Jahre der Kickers-Stammbesetzung an. Unter Wurzer erlebte er mit drei vierten Plätzen in Folge, von 1967 bis 1969, die besten Platzierungen. Mit Mitspielern wie Erich Schmeil, Rainer Eisenhardt (1967/68: 31-21), Erich Weixler, Karl-Heinz Mrosko und Jürgen Schieck wurde der Einzug in die Bundesliga-Aufstiegsrunde verfehlt.
Nach Wurzer, ab der Saison 1969/70 übernahm Gerd Menne das Traineramt im Degerloch, Wurzer kehrte 1970/71 nochmals für ein Jahr zurück, bevor mit Thomas Barthel (1971/72), Willibald Hahn (1972/73) und Fritz Millinger (1973/74) sich die Trainer im Jahresrhythmus abwechselten und die Ära der zweitklassigen Regionalliga Süd beendet wurde, aber kein Abschneiden in der Spitzengruppe mehr realisiert werden konnte. Insgesamt wird Schairer von 1965 bis 1974 mit 214 Regionalligaspielen mit sechs Toren geführt.
Als die zweistaffelige 2. Fußball-Bundesliga ab der Saison 1974/75 den Ligabetrieb aufnahm, gehörten die Kickers aus Stuttgart der Südstaffel an. In einer 20er-Staffel wurde mit dem 16. Rang knapp der Abstieg verhindert. Trainer Millinger wurde bereits im September 1974 von Rudi Kröner abgelöst und Schairer absolvierte im Debütjahr der 2. Bundesliga 32 Pflichtspiele. Er stand auch am ersten Spieltag der 2. Liga, den 3. August 1974 beim 1:1-Heimremis gegen den SV Waldhof Mannheim auf dem Rasen. Rolf Gerstenlauer stand im Tor und in der Verteidigung liefen neben dem rechten Verteidiger Schairer noch Vorstopper Rainer Thiel, Libero Dieter Dollmann und als linker Verteidiger Alois Schindler auf. 
Zwischen 1966 und 1979 absolvierte er 335 Spiele im Trikot der Blauen und erzielte dabei sieben Tore. Sein letztes Spiel in der 2. Liga absolvierte Schairer unter Trainer Hans-Dieter Roos am 19. November 1978 bei einem 1:1-Auswärtsremis bei Eintracht Trier. Nach seinem Karriereende ist der Abwehrspieler in die USA ausgewandert. Somit war Schairer in seiner Profilaufbahn nur für einen Verein tätig.